# 松平勝隆
松平 勝隆（まつだいら かつたか）は、江戸時代前期の大名。上総国佐貫藩初代藩主。官位は従五位下・出雲守。

## 生涯
天正17年（1589年）、徳川家康の重臣・松平重勝の五男として誕生。始め母方の伯父・鳥居元忠に養育されて、その所領であった陸奥国磐城平で養育された。慶長18年（1613年）から家康に仕え、後に2代将軍・徳川秀忠に仕えて大番頭、奏者番などを歴任した。中でも代表的な大任であったのが松平忠輝への除封申し渡しである。
寛永11年（1634年）、伊予国松山藩主・蒲生忠知が死去し、嗣子がいないために国政を代わりに勤め、松平定行への城引渡しの役も勤めた。寛永15年（1638年）、上総国佐貫藩主となって1万5000石を領した。
寛文2年（1662年）9月、家督を養子・重治に譲って隠居する。寛文6年（1666年）2月3日に死去した。享年78。

## 系譜
- 父：松平重勝
- 母：鳥居忠吉娘
- 正室：芳樹院 - 九鬼守隆娘
- 生母不明の子女
  - 長男：松平重隆
- 養子
  - 男子：松平勝広 - 松平重長の長男
  - 男子：松平重治 - 品川高如の次男
  - 女子：伊東長治正室 - 松平重則の娘
  - 女子：品川高如正室 - 松平重長の娘